# Ettore Balestrero
Ettore Balestrero (Génova, 21 de diciembre de 1966) es un arzobispo católico italiano, desde el año 2023 es Observador permanente de la Santa Sede ante la Oficina de las Naciones Unidas e Instituciones Especializadas en Ginebra y ante la Organización Mundial del Comercio, y representante de la Santa Sede ante la Organización Internacional para las Migraciones.

## Biografía
Nació en Génova el 21 de diciembre de 1966.
Alumno del seminario "Almo collegio Capranica", el 18 de septiembre de 1993 fue ordenado sacerdote para la diócesis de Roma. Consigue luego la licenciatura en teología y un doctorado en derecho canónico.
Ejerció su ministerio pastoral en la parroquia de Santa Maria Mater Ecclesiae de Torrino (Roma) y luego es un estudiante de la Academia Pontificia Eclesiástica.
En 1 de julio de 1996 entró en el servicio diplomático de la Santa Sede, prestando su trabajo en las nunciaturas de Corea y Mongolia (de 1996 a 1998) y de los Países Bajos (desde 1998 a 2001).
En 2001, fue trasladado a la sección de relaciones con los Estados de la Secretaría de Estado, donde ocupó el cargo de consejero de la Nunciatura.
El 17 de agosto de 2009 fue nombrado Subsecretario de Relaciones con los Estados.
El 22 de febrero de 2013 fue nombrado Nuncio Apostólico en Colombia por el papa Benedicto XVI y fue elevado al mismo tiempo a la dignidad de arzobispo titular de Victoriana; recibió la consagración episcopal de manos del cardenal Tarcisio Bertone el 28 de abril de 2013 junto con otros dos sacerdotes. Estuvo en ese cargo hasta el año 2018.
Sabe varios idiomas: inglés, francés, español, alemán y holandés.
El 6 de julio de 2018 fue llamado a servir en la nunciatura de la República Democrática del Congo, sin indicación de si era o no nombrado nuncio en tal Estado. En 2019 fue nombrado nuncio para ese Estado.
El 21 de junio de 2023 fue nombrado observador permanente de la Santa Sede ante la Oficina de las Naciones Unidas e Instituciones Especializadas en Ginebra y ante la Organización Mundial del Comercio, y representante de la Santa Sede ante la Organización Internacional para las Migraciones.